# Sinitta
Sinitta, född Sinitta Renet Malone den 19 oktober 1963 i Seattle, Washington, USA, är en brittisk popsångare som under 1980-talet blev populär med de Stock Aitken Waterman-producerade singlarna "Toy Boy", "So Macho", "Cross My Broken Heart", "Right Back Where We Started From", "G.T.O." och "I Don't Believe In Miracles".
Hon är dotter till sångerskan Miquel Brown.

## Diskografi (urval)
Studioalbum (solo)
- 1987 – Sinitta!
- 1989 – Wicked
- 1995 – Naughty Naughty

Singlar (topp 40 på UK Singles Chart)
- 1986 – "So Macho" (#2)
- 1987 – "Toy Boy" (#4)
- 1987 – "GTO" (#15)
- 1988 – "Cross My Broken Heart" (#6)
- 1988 – "I Don't Believe in Miracles" (#22)
- 1989 – "Right Back Where We Started From" (#4)
- 1989 – "Love on a Mountain Top" (#20)
- 1990 – "Hitchin' a Ride" (#24)
- 1992 – "Shame Shame Shame" (#28)

Samlingsalbum
- 1998 – The Best of Sinitta
- 1999 – The Very Best of...Sinitta/Toy Boy
- 2009 – The Hits+ Collection 86–09: Right Back Where We Started From
- 2010 – Greatest Hits  (+Bonus DVD)